# Summit (Dakota du Sud)
Pour les articles homonymes, voir Summit.
Summit est une municipalité américaine située dans le comté de Roberts, dans l'État du Dakota du Sud.
La localité est fondée en 1892 sous le nom de Summit Siding, lors de l'arrivée du Milwaukee Railroad. Elle doit son nom à son altitude de 2 000 pieds (610 m) : summit signifie « sommet » en anglais.
Elle est située dans la réserve indienne de Lake Traverse.

## Démographie
| 1900 | 1910 | 1920 | 1930 | 1940 | 1950 |
| ---- | ---- | ---- | ---- | ---- | ---- |
| 237  | 545  | 556  | 431  | 459  | 431  |

| 1960 | 1970 | 1980 | 1990 | 2000 | 2010 |
| ---- | ---- | ---- | ---- | ---- | ---- |
| 283  | 332  | 290  | 267  | 281  | 288  |

Selon le recensement de 2010, Summit compte 288 habitants. La municipalité s'étend sur 0,56 milles carrés (1,45 km2).